# نئوجن
نئوجن (انگلیسی: Neogen) شرکت صنایع غذایی آمریکایی است، که در سال ۱۹۸۱ تأسیس شد.